# 新巴甫利夫卡 (庫尼耶市鎮)
49°20′13″N 37°12′32″E / 49.33694°N 37.20889°E
新巴甫利夫卡（烏克蘭語：Новопавлівка）是位於烏克蘭東部的村莊，由哈爾科夫州伊久姆區的库尼耶市镇負責管轄。該村面積0.28平方公里，海拔高度154米，2001年人口117，人口密度每平方公里413.4人。